# Aidlingen
Aidlingen är en kommun och ort i Landkreis Böblingen i regionen Stuttgart i Regierungsbezirk Stuttgart i förbundslandet Baden-Württemberg i Tyskland.
Kommunen ingår tillsammans med kommunen Grafenau i kommunalförbundet Aidlingen/Grafenau.